# Second grand réveil

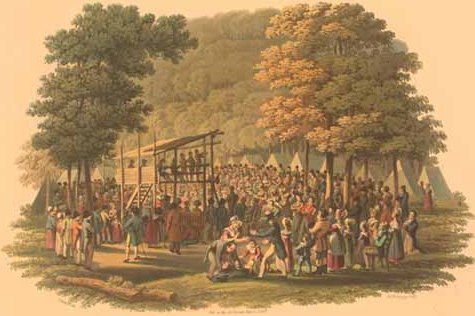
Camp meeting méthodiste en 1819 (gravure, Library of Congress).

Le second grand réveil (Second Great Awakening) est une vague de réveils protestants qui a eu lieu entre 1790 et 1840 aux États-Unis. Il se situe entre le Grand réveil des années 1730–1755 et une troisième vague de réveils qui intervient entre 1855 et les premières décennies du XXe siècle. L'ensemble de ces réveils faisaient partie d'un mouvement religieux romantique beaucoup plus vaste qui a balayé l'Europe à la même époque, en Angleterre, en Écosse, en Allemagne, puis en Suisse et en France.
Le second grand réveil a commencé vers 1790, a pris de l'ampleur en 1800 et, après 1820, le nombre de membres des congrégations baptistes et méthodistes qui ont mené le mouvement a rapidement augmenté dans toute l'Amérique. Ce mouvement était en net déclin à la fin des années 1850. Le Deuxième Grand Réveil reflète le romantisme caractérisé par l'enthousiasme, l'émotion et un appel au surnaturel. Il a rejeté le rationalisme et le déisme du siècle des Lumières.
Les réveils ont recruté des millions de nouveaux membres dans les dénominations évangéliques existantes et ont conduit à la formation de nouvelles dénominations. De nombreux convertis croyaient que ce réveil annonçait la seconde venue de Jésus Christ sur terre. Le Deuxième Grand Réveil a donc stimulé la mise en place de nombreux mouvements de réforme destinés à remédier aux maux de la société avant ce retour de Jésus Christ.

## Historique
Le second grand réveil s'est déroulé sans aucune unité de temps ni de lieu et au travers de dénominations différentes ; néanmoins le déroulement des réveils a été très semblable. Cette forme d'évangélisation très efficace a dépassé les barrières géographiques et s'est rapidement répandue à travers le Kentucky, le Tennessee et le sud de l'Ohio. Les méthodistes bénéficiaient d'une organisation efficace grâce à leurs prédicateurs itinérants, qui touchaient même ceux qui vivaient dans les endroits les plus reculés. Ces prédicateurs étaient issus du peuple, et établissaient facilement des relations directes avec les immigrants installés sur les nouvelles frontières qui faisaient partie de leurs cibles. Les baptistes installés localement firent aussi d'énormes gains, et dans une moindre mesure, certains presbytériens dans les régions les moins densément peuplées.

## Quelques personnalités
- Richard Allen, fondateur de l'Église épiscopale méthodiste africaine
- Francis Asbury (1745-1816), prédicateur itinérant méthodiste, fondateur de l'Église épiscopalienne méthodiste
- Lyman Beecher (1775-1863), pasteur presbytérien
- Antoinette Brown Blackwell, congregationaliste puis unitarienne, première femme pasteur aux États-Unis
- Alexander Campbell (en) (1788-1866), presbytérien, leader du Mouvement de restauration américain (American Restoration Movement ou Stone–Campbell Movement)
- Thomas Campbell (en) (1763-1864), presbytérien, leader du Restoration Movement, père du précédent
- Peter Cartwright (en) (1785-1862), prédicateur et missionnaire méthodiste
- Lorenzo Dow (en) (1777-1834), méthodiste
- Timothy Dwight IV (en) (1752-1817), congrégationaliste
- Charles Finney (1792-1875), presbytérien
- Harry Hosier (en) (1750c-1806), dit "Black Harry", méthodiste, premier Afro-américain à prêcher devant une paroisse blanche
- Ann Lee (1736-1784), fondatrice du mouvement shaker
- Jarena Lee (1783-1864), méthodiste, prédicatrice itinérante
- William Miller (1782-1849), fondateur du millérisme, précurseur de l'adventisme
- Asahel Nettleton (en) (1783-1844), réformé
- Phoebe Palmer (1807-1874), méthodiste, figure importante du Mouvement de sanctification et de la Perfection chrétienne
- Benjamin Randall (en) (1749-1808), baptiste
- Joseph Smith (1805-1844), fondateur de l'Église de Jésus-Christ des saints des derniers jours (mormonisme)
- Barton Stone (en) (1772-1844), presbytérien, leader du Restoration Movement (American Restoration Movement, Stone–Campbell Movement)
- Nathaniel William Taylor (1786-1858), presbytérien hétérodoxe
- Ellen White (1827-1915), principale inspiratrice de l'Église adventiste du septième jour